# Rémi Laurent
Rémi Laurent (Suresnes, 12 octubre del 1957 - París, 14 de novembre del 1989) va ser un actor francès, conegut per interpretar Laurent en La Cage aux Folles. Va morir d'una malaltia relacionada amb el VIH el 1989.

## Biografia
Laurent va néixer i es va criar en el 16è arrondissement de París, i era fill d'una infermera (la seva mare) i un enginyer agrícola. Va aprendre a tocar el piano a una edat primerenca, però va decidir en la seva adolescència seguir la carrera d'actor.
Laurent va debutar en la pel·lícula del 1976 À nous les petites Anglaises. Va actuar després en un bon nombre de pel·lícules franceses populars a finals de la dècada del 1970 i tota la del 1980. És particularment recordat en la seva actuació en la pel·lícula La Cage aux Folles, en què Laurent és el fill de Renato Baldi (Ugo Tognazzi). És també recordat en la seva interpretació com a Denis Boucher en el film quebequès Les Plouffe dirigit per Gilles Carle. Va morir d'una malaltia relacionada amb el VIH el 14 de novembre del 1989 i és enterrat a Sant-Pourçain-sur-Sioule.
Va tenir una relació amb l'actriu Anne Caudry, que va morir de VIH el 1991, abans de casar-se amb Emöle Maszncyik, una ballarina hongaresa.

## Filmografia
Les seves pel·lícules més destacades són:
Cinema
- 1976: Les petites angleses de Michel Lang: Alain
- 1977: Arrête ton char... bidasse ! de Michel Gérard: Francis
- 1977: Dis bonjour à la dame de Michel Gérard: David Ferry
- 1978: Casa de boges d'Édouard Molinaro: Laurent Baldi
- 1979: C'est dingue... mais on y va de Michel Gérard: Nicolas
- 1980: Tous vedettes de Michel Lang: Laurent
- 1981: Les Plouffe de Gilles Carle: Denis Boucher
- 1981: La Cassure de Ramon Muñoz
- 1982: Satané rock'n roll de Frédéric Demont
- 1982: El regal (Le Cadeau) de Michel Lang: Laurent
- 1982: Une glace avec deux boules ou je le dis à maman de Christian Lara: Bernard
- 1985: Le Rêve du phénix de Yann Guillehlmine
- 1986: Black Mic Mac de Thomas Gilou: l'inspector adjunt

Curts
- 1977: Carole de Dominique Maillet (+ producció)
- 1978: Les Seize Ans de Jérémy Millet de Dominique Maillet
- Sursauts de S. Holmes
- 1982: L'Homme nuage de Giacinto Pizzufi (+ música)
- 1982: Haute Fréquence de Frédéric Demont i Anne Bocrie
- 1983: Trois balcons pour Juliette de Frédéric Demont (+ música i cançons)
- 1983: La Combine de la girafe de Thomas Gilou
- 1985: Douce France de Jean-Luc Gaget (+ música)
- 1985: L'Abygène d'Anne Bocrie (sols la música)
- 1986: Verdun année 1916 de Bernard Georges
- 1986: J'aimerais tant voir Syracuse de Bernard George
- 1986: Grand Khalife dans la quatrième de Rémi Laurent (+ escenari i cançó)
- 1987: La Princesse surgelée d'Olivier Esmein